# 勒图尔讷河
勒图尔讷河（法語：Retourne，法語發音：[ʁətuʁn] ⓘ）是法国阿登省与埃纳省的河流，是埃纳河的左支流，长45.4千米，发源自莱凡库尔，于埃纳河畔讷沙泰勒流入埃纳河。